# Madagascar ai Giochi della XXXII Olimpiade
Il Madagascar ha partecipato ai Giochi della XXXII Olimpiade che si sono svolti a Tokyo, Giappone, dal 23 luglio all'8 agosto 2021; originariamente previsti per l'estate 2020, sono stati rimandati di un anno a causa della pandemia di COVID-19. La delegazione è stata composta da 6 atleti, 4 uomini e 2 donne.

## Delegazione
| Sport             | Uomini | Donne | Totale |
| ----------------- | ------ | ----- | ------ |
| Atletica leggera  | 1      | -     | 1      |
| Judo              | -      | 1     | 1      |
| Nuoto             | 1      | 1     | 2      |
| Sollevamento pesi | 2      | -     | 2      |
| Totale            | 4      | 2     | 6      |

## Risultati

### Atletica leggera
Maschile
Eventi su pista e strada
| Atleta                    | Evento    | Batterie  | Batterie  | Semifinali      | Semifinali      | Finale          | Finale          |
| Atleta                    | Evento    | Risultato | Posizione | Risultato       | Posizione       | Risultato       | Posizione       |
| ------------------------- | --------- | --------- | --------- | --------------- | --------------- | --------------- | --------------- |
| Todisoa Franck Rabearison | 400 metri | 48"40     | 8º        | non qualificato | non qualificato | non qualificato | non qualificato |

### Judo
| Atleta                 | Evento          | 32-esimi                 | 16-esimi             | Ottavi               | Quarti               | Semifinali           | Ripescaggio          | Finale               | Posizione       |
| Atleta                 | Evento          | Avversario Punteggio     | Avversario Punteggio | Avversario Punteggio | Avversario Punteggio | Avversario Punteggio | Avversario Punteggio | Avversario Punteggio | Posizione       |
| ---------------------- | --------------- | ------------------------ | -------------------- | -------------------- | -------------------- | -------------------- | -------------------- | -------------------- | --------------- |
| Damiella Nomenjanahary | 63 kg femminile | Centracchio (ITA) P 0-10 | non qualificata      | non qualificata      | non qualificata      | non qualificata      | non qualificata      | non qualificata      | non qualificata |

### Nuoto
| Atleta                  | Evento                 | Batterie | Batterie   | Semifinali      | Semifinali      | Finale          | Finale          |
| Atleta                  | Evento                 | Tempo    | Classifica | Tempo           | Classifica      | Tempo           | Classifica      |
| ----------------------- | ---------------------- | -------- | ---------- | --------------- | --------------- | --------------- | --------------- |
| Heriniavo Rasolonjatovo | 100 m dorso maschili   | 59"81    | 40º        | non qualificato | non qualificato | non qualificato | non qualificato |
| Tiana Rabarijaona       | 400 m libero femminili | 4'28"41  | 23ª        | non qualificata | non qualificata | non qualificata | non qualificata |

### Sollevamento pesi
| Atleta                            | Evento         | Strappo   | Strappo    | Slancio   | Slancio    | Totale | Classifica |
| Atleta                            | Evento         | Risultato | Classifica | Risultato | Classifica | Totale | Classifica |
| --------------------------------- | -------------- | --------- | ---------- | --------- | ---------- | ------ | ---------- |
| Eric Herman Andriantsitohaina     | 61 kg maschile | 114       | 13º        | 150       | 9º         | 264    | 11º        |
| Tojonirina Alain Andriatsitohaina | 67 kg maschile | 130       | 13º        | 155       | 11º        | 285    | 11º        |